# Wybory parlamentarne w Libanie w 2005 roku
Wybory parlamentarne w Libanie odbyły się w czterech turach pomiędzy 29 maja a 19 czerwca 2005 roku. Kandydaci ubiegali się o 128 miejsc w Zgromadzeniu Narodowym (po połowie dla chrześcijan i muzułmanów). Były to pierwsze w pełni wolne wybory od trzydziestu lat bez obecności wojsk syryjskich. W wyborach zwyciężyła antysyryjska koalicja partii Sojusz 14 Marca, której liderem jest Saad Hariri. Wybory były faktycznym zakończeniem cedrowej rewolucji.

## Pierwsza tura
29 maja w Bejrucie miała miejsce pierwsza tura wyborów, w której wszystkie 19 miejsc w parlamencie zdobyła koalicja partii antysyryjskich: Strumień Przyszłości, Socjalistyczna Partia Postępu i inne. Jedno miejsce w Bejrucie zostało przeznaczone dla szyickiego kandydata z Hezbollahu. Frekwencja wyniosła 28%.

## Druga tura
Druga tura wyborów odbyła się 5 czerwca w gubernatorstwach Al-Dżanub i An-Nabatija. Wszystkie 23 miejsca zdobył szyicki Blok Rozwoju i Oporu tworzony przez dwie  szyickie partie Ruch Amal i Hezbollah i ich sojuszników: Bahiję Hariri – siostrę premiera Rafika Haririego i Osamę Saada. Według oficjalnych wyników Blok Rozwoju i Oporu zdobył ponad 80% głosów w tym regionie. Frekwencja wyniosła 45%.

## Trzecia tura
12 czerwca odbyła się trzecia tura wyborów w gubernatorstwach Al-Bika i Dżabal Lubnan. W Górach Libanu 17 mandatów przypadło Liście Haririego. Tyle samo miejsc w parlamencie zdobył Blok Zmian i Reform, w skład którego wchodzi Wolny Ruch Patriotyczny i dwie inne mniejsze partie. Hezbollah zdobył jeden mandat. W Gubernatorstwie Bekaa zwyciężył Blok Rozwoju i Oporu uzyskując 11 mandatów, 8 zdobyło Sojusz 14 Marca, a Blok Zmian i Reform 4. Frekwencja wyniosła 58%.

## Czwarta tura
Ostatnia tura odbyła się 19 czerwca w Gubernatorstwie Asz-Szamal. Wszystkie 28 mandatów uzyskał Sojusz 14 Marca zdobywając łącznie 72 ze 128 miejsc w parlamencie. Frekwencja wyniosła 80%.

## Wyniki łączne
| Sojusz               | Liczba parlamentarzystów | Partia                                                                          | Liczba mandatów |
| -------------------- | ------------------------ | ------------------------------------------------------------------------------- | --------------- |
| Sojusz 14 Marca      | 72                       | Strumień Przyszłości (Tayyar Al Mustaqbal)                                      | 36              |
| Sojusz 14 Marca      | 72                       | Socjalistyczna Partia Postępu (Hizb al-Taqadummi al-Ishtiraki)                  | 16              |
| Sojusz 14 Marca      | 72                       | Siły Libańskie (al-Quwāt al-Lubnāniyya)                                         | 6               |
| Sojusz 14 Marca      | 72                       | Zgromadzenie Kurnet Szehwan - Falangi (Hizb al-Kataeb) - Niezależni             | 6               |
| Sojusz 14 Marca      | 72                       | Niezależni (Blok Trypolijski)                                                   | 3               |
| Sojusz 14 Marca      | 72                       | Odrodzenie Demokratyczne (Blok Trypolijski)                                     | 1               |
| Sojusz 14 Marca      | 72                       | Demokratyczna Lewica (Blok Trypolijski)                                         | 1               |
| Sojusz 14 Marca      | 72                       | Niezależni                                                                      | 3               |
| Blok Rozwoju i Oporu | 35                       | Ruch Amal (Harakat Amal)                                                        | 14              |
| Blok Rozwoju i Oporu | 35                       | Partia Boga (Hezbollah)                                                         | 14              |
| Blok Rozwoju i Oporu | 35                       | Syryjska Partia Socjal-Nacjonalistyczna (al-Hizb al-Qawmi al-souri al ijtima'i) | 2               |
| Blok Rozwoju i Oporu | 35                       | Pozostali                                                                       | 5               |
| Blok Zmian i Reform  | 21                       | Wolny Ruch Patriotyczny (Tayyar Al-Watani Al-Horr)                              | 14              |
| Blok Zmian i Reform  | 21                       | Blok Ludowy                                                                     | 5               |
| Blok Zmian i Reform  | 21                       | Blok Metn                                                                       | 2               |
| Razem                | Razem                    | Razem                                                                           | 128             |